# Willy Hagenaers
Willem (Willy) Jan Marie Hagenaers (Antwerpen, 6 mei 1914) was een Belgisch hockeyer.

## Levensloop
Hagenaers was actief bij Royal Antwerp HC.
Hij maakte deel uit van het Belgisch hockeyteam. Met de nationale ploeg nam hij onder meer deel aan de Olympische Zomerspelen van 1936.